# NGC 4609
NGC 4609（Caldwell 98）は、みなみじゅうじ座の散開星団である。